# Correo del Sur

Correo del Sur est un quotidien  publié à Sucre, en Bolivie.
Le journal dessert les départements de Chuquisaca, Potosí et Tarija.